# Пеньківський заказник
Пенькі́вський зака́зник — загальнозоологічний заказник місцевого значення в Україні. Розташований у межах Старокостянтинівського району Хмельницької області, за 1,5 км від села Драчі (на захід від села Пеньки). 
Площа 123,6 га. Статус надано 1996 року. Перебуває у віданні ДП «ХОСЛАП Хмельницькоблагроліс». 
Статус надано з метою збереження природного комплексу — частини лісового масиву з перевагою листяних порід. У стрімках і меліоративних каналах, які живлять річку Віла, трапляються бобри.